# Ghandi Kassenu
Ghandy Kassenu (ur. 9 sierpnia 1989 w Akrze) – piłkarz z Ghany grający na pozycji pomocnika. Z reprezentacją zdobył mistrzostwo świata do lat 20 w 2009 roku.